# Police de l'eau
Pour les articles homonymes, voir eau (homonymie).
La police de l'eau désigne à la fois :
- les activités de contrôle de la protection et de la qualité de l'eau dépendant de l'état et visant l'application des lois concernant la ressource hydrique ;
- les personnels chargés de ce contrôle.

Elle est nécessairement multidisciplinaire et transversale, et concerne de nombreux acteurs et usagers. Elle s'appuie sur des réseaux d'alerte et de mesure et des laboratoires d'analyses (chimie, physique, toxicologie, écotoxicologie, hydrologie, hydrogéologie…).
Elle est complexe de par la multiplicité et la complexité des jeux d'acteurs et usages, par une tendance à la privatisation de la ressource dans un contexte croissant de commercialisation mondialisée de l'eau, et par la nécessaire prise en compte des lois et règlements existants, mais aussi des droits antérieurement établis et dans certains pays du droit coutumier.

## Domaines d'application
Toutes les eaux sont concernées, douces, salées et saumâtres, souterraines ou superficielles et non seulement les eaux potables, ainsi de plus en plus que la bonne qualité écologique des bassins versants, nécessaire à la préservation de la ressource.

## Polices territorialisées
Bien que la géopolitique de l'eau semble aussi ancienne que les civilisations, et qu'elle ait été au centre des débats du sommet mondial de Johannesburg, il n'existe pas de convention mondiale sur l'eau, ni de police mondiale ou européenne de l'eau. La protection de ce bien commun qu'est la ressource en eau a néanmoins motivé la création d'un programme de l'ONU (« UN-Water »), et d'une évaluation annuelle « Global Annual Assessment of Sanitation and Drinking-Water » (GLAAS), coordonné par l'OMS.
La police de l'eau est souvent territorialisée (niveaux communaux, ou par types de cours d'eau…).

## En France
La police de l'eau est avec la police de la nature un des domaines de la police de l'environnement.
Il existait en France dans les années 1990 cinq polices de l'eau dont les domaines de compétences variaient selon les communes ou le contexte (rivière domaniale ou non domaniale, canaux, etc.).
Aujourd'hui, la police de l'eau regroupe trois polices spécialisées :
- la police de l’eau et des milieux aquatiques
- la police de la pêche
- la police des installations classées.

Les services intervenant dans ce domaine sont coordonnés par les Missions interservices de l'eau et de la nature (auparavant MISE).
Elle comprend la police administrative relatives aux dossiers de déclaration et d’autorisation et la police judiciaire relative au contrôle le respect de la réglementation.

### Vers une simplification et harmonisation des polices de l'environnement
L’ordonnance n° 2012-34 du 11 janvier 2012 porte « simplification, réforme et harmonisation des dispositions de police administrative et de police judiciaire du code de l’environnement et de ses décrets d’application ».
En 2014, dans le cadre de la simplification administrative et de la mise en œuvre de la stratégie nationale pour la biodiversité, les parlementaires vont mettre à jour le code de l'environnement ; L'article 70 du projet de Loi sur la biodiversité.

## En Suisse

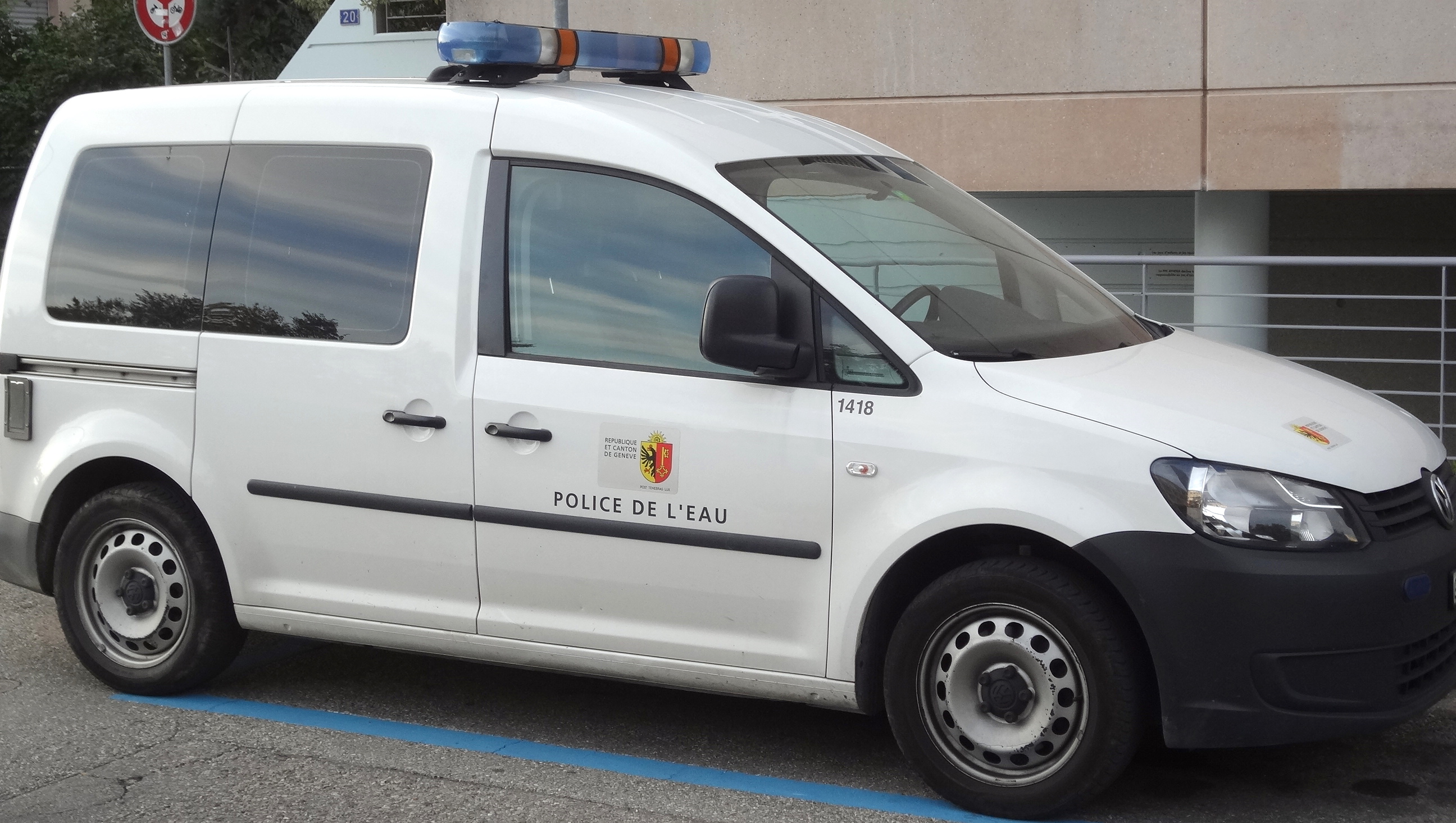
Police de l’eau à Genève.

Les services de protection des eaux et polices de la protection des eaux en Suisse découlent d’une obligation légale mentionnée à l’article 49 de la loi fédérale sur la protection des eaux du 24 janvier 1991 (LEaux) qui délègue aux cantons l’organisation de ce service chargé des tâches d’autorité en matière de protection des eaux.